# Île de Gyodong
L’île de Gyodong (교동도, Gyodongdo) est une petite île de Corée du Sud située en mer Jaune, en avant de l’île de Kanghwa et à  l’embouchure du fleuve Han. D'une superficie de 47,16 km2, elle est peuplée par 3188 personnes. Elle est rattachée à la ville métropolitaine d’Incheon. Le fleuve Han marque la frontière avec la Corée du Nord. Son point culminant est le Hwagaesan (화개산) à 260 m d’altitude.

## Histoire
En 1506, le roi Yeonsangun, un despote responsable des deux purges des lettrés, fut détrôné et envoyé en exil sur l’île de Gyodong où il mourut la même année.
Le 18 juin 2011, des soldats sud-coréens postés sur l’île de Gyodong ont ouvert le feu sur un avion de la compagnie Asiana en provenance de Chine qui s’apprêtait à atterrir à l’aéroport d'Incheon en suivant la route habituelle. Ils pensaient qu’il s’agissait d’un avion nord-coréen.

## Nature
26 espèces de poissons ont pu être recensées dans les ruisseaux de l’île. Les espèces dominantes sont le pseudorasbora et le squalidus japonicus coreanus. On y trouve aussi un nombre important de médakas, de rhodeus ocellatus, et d'hemiculter leucisculus (en) ainsi que d’acheilognathus gracilis (es).
La marée est forte créant une grande zone de marnage adjacente à celle de Kanghwa. Le côté ouvert sur la Corée du Nord étant interdit d’accès à la population, c’est une zone très appréciée par les oiseaux migrateurs. En particulier, c’est l’un des rares endroits où niche la petite spatule. À ce titre, la zone est classée en tant que monument naturel n° 419 (ko). Les espèces dominantes sont le goéland à queue noire, la mouette de Saunders, l’aigrette garzette, la grande aigrette et le courlis de Sibérie.
La construction d’une usine marémotrice de 812 MW est prévue pour 2014, soit 4 fois plus puissante que la plus grande centrale actuelle, celle de la Rance. Reliant les îles de Ganghwa, Gyodongdo, Seongmodo et Seogeomdo, elle sera longue de 7,8 km et comprendra 32 générateurs. Son édification est assurée par la ville d’Incheon, KOMIPO et le consortium de construction de Daewoo pour un coût de 2137 milliards de won, soit environ 1,6 milliard d’euros. Ce projet se heurte cependant à la résistance des résidents et des associations de protection de l’environnement qui craignent des changements dans la circulation des courants, la perte d’estrans et la destruction de zones de nidification.